# Iwan Korczagin
Iwan Pietrowicz Korczagin, ros. Иван Петрович Корчагин (ur. 31 lipca?/12 sierpnia 1898 w Bylcynie, zm. 24 lipca 1951 w Moskwie) – radziecki wojskowy, generał porucznik, Bohater Związku Radzieckiego (1943).

## Życiorys
Urodził się we wsi Bylcyno w obwodzie włodzimierskim. Ukończył 6-klasowe gimnazjum męskie w Wiaznikach.
Po wybuchu I wojny światowej zgłosił się w październiku 1914 roku na ochotnika do wojska i został wcielony do 22 pułku piechoty, gdzie odbył wstępne szkolenie; w listopadzie 1914 został przeniesiony do 312 pułku piechoty i skierowany na front austriacki, gdzie bierze udział w walkach. W maju 1915 roku zostaje ranny i do października 1915 roku przebywa w szpitalu. Po wyleczeniu wraca na front do 310 pułku piechoty i w grudniu zostaje powtórnie ranny, po czym przebywa w szpitalu do lutego 1916 roku.
Po powrocie ze szpitala zostaje przydzielony do 250 pułku zapasowego w m. Kowrow, z którego w maju 1916 zostaje skierowany do 5 Moskiewskiej Szkoły Chorążych, którą ukończył w październiku 1916 roku i otrzymał stopień chorążego, po czym wraca jako oficer do tego samego pułku. W grudniu 1916 roku zostaje mianowany dowódcą kompanii w 312 pułku piechoty i wraca na front. W lutym 1917 roku zostaje ponownie ranny i do maja przebywa w szpitalu, potem zostaje dowódcą półkompanii w 250 pułku zapasowym. Od lipca 1917 roku ponownie jest dowódcą kompanii w 312 pułku piechoty, a w październiku zostaje kolejny raz ranny i do grudnia 1917 przebywa w szpitalu. Po powrocie ze szpitala zostaje dowódcą kompanii w 258 pułku zapasowym w m. Gorochowiec. Ma wtedy stopień podporucznika i posiada dwa Krzyże św. Jerzego za bohaterstwo wykazane w walkach w czasie I wojny światowej.
W sierpniu 1918 roku wstępuje do Armii Czerwonej i zostaje dowódcą kompanii w Gorochowieckim pułku strzeleckim, który powstał na bazie 258 pułku zapasowego armii carskiej. Później jest dowódcą batalionu w tym pułku. W maju 1919 roku zostaje wojskowym komendantem oddziału transportu CzK we Włodzimierzu i funkcję tę sprawuje do sierpnia, po czym został dowódcą ochrony i obrony rejonu wojsk ochrony wewnętrznej we Włodzimierzu. Od maja do listopada 1920 roku jest oficerem do zleceń Komendanta Obrony Kurskich linii kolejowych wojsk wewnętrznych. W listopadzie 1920 roku zostaje dowódcą batalionu w 501 pułku kolejowym wojsk wewnętrznych w Niżnym Nowogrodzie i bierze udział w walkach na Froncie Południowym.
W styczniu 1921 roku zostaje zastępccą szefa sztabu 101 brygady strzeleckiej wojsk wewnętrznych, stacjonującej w Riazaniu i Włodzimierzu.
Latem 1921 roku zostaje skierowany na Front Turkiestański, gdzie zostaje Komendantem kursów uzupełniających dla dowódców oddziałów frontu i funkcję tę pełni do września 1922 roku, po czym zostaje wyznaczony dowódcą 1 i 2 turkiestańskich pułków strzeleckich z 1 turkiestańskiej dywizji strzeleckiej, funkcję tę pełnił równocześnie aż do grudnia 1924 roku. Następnie został szefem sztabu 4 turkiestańskiego pułku strzeleckiego, a potem dowódcą 5 pułku strzeleckiego w Środkowoazjatyckim Okręgu Wojskowym. W 1926 był słuchaczem wyższego kursu dowódców „Wystriał”. Po jego ukończeniu w styczniu 1927 roku został dowódcą 3 turkiestańskiego pułku górskiego, którym dowodził do października 1930 roku. W czasie swojej służby w Środkowoazjatyckim OW brał udział w walkach przeciwko Basmaczom.
W październiku 1930 roku zostaje przeniesiony do Leningradzkiego Okręgu Wojskowego, gdzie został szefem sztabu 56 Dywizji Strzeleckiej i funkcję tę pełnił do lutego 1935 roku, został wtedy szefem oddziału 9 sztabu Leningradzkiego OW. Następnie w październiku 1936 roku został dowódcą 31 Brygady Zmechanizowanej.
W sierpniu 1938 roku zostaje aresztowany przez NKWD pod zarzutem udziału w spisku kontrrewolucyjnym. W więzieniu przebywał do lutego 1940 roku, gdy ostatecznie został oczyszczony z zarzutów i zrehabilitowany.
Po wyjściu z więzienia został mianowany dowódcą piechoty 121 Dywizji Strzeleckiej w Bialoruskim Okręgu Wojskowym, a w lipcu 1940 roku komendantem Lepelskiej wojskowej szkoły moździerzy. W 1941 roku został zastępcą, a w marcu dowódcą 17 Dywizji Pancernej, stacjonującej w Zabajkalskim OW.
Po ataku Niemiec na ZSRR dywizja została skierowana na Front Zachodni i wzięła udział w kontrataku pod Lepel w dniach 6 – 10 lipca 1941, gdzie poniosła znaczne straty, znalazła się w okrążeniu, a po wyjściu z niego została przeformowana w 126 Brygadę Pancerną, na stanowisku jej dowódcy pozostał do grudnia 1941 roku, gdy został mianowany szefem oddziału 7 Zarządu Głównego Wojsk Zmechanizowanych, tę funkcję pełnił do sierpnia 1942 roku.
W sierpniu 1942 roku został dowódcą 18 Korpusu Pancernego, wchodzącego w skład Frontu Woroneskiego, którym dowodził tylko miesiąc. Następnie został dowódcą 2 Korpusu Zmechanizowanego (w lipcu 1943 roku został przemianowany na 7 Gwardyjski Korpus Zmechanizowany), korpusem tym dowodził do końca II wojny światowej. W tym czasie brał udział w kontrnatarciu pod Wielkimi Łukami (25.11.1942 – 20.01.1943), kontrnatarciu pod Orłem (12.07 – 18.08.1943),  wyzwoleniu lewobrzeżnej Ukrainy (Bitwa o Dniepr) i w dniu 25 września 1943 sforsował Dniepr, następnie w składzie 1 Frontu Ukraińskiego, brał udział w operacji dolnośląskiej, górnośląskiej, berlińskiej i praskiej.
Po zakończeniu II wojny światowej pozostał na stanowisku dowódcy korpusu, który został przeformowany w 7 Gwardyjską Dywizję Zmechanizowaną, stacjonując na terenie Czechosłowacji wchodząc w skład Centralnej Grupy Wojsk. Funkcję tę pełnił do maja 1946 roku. Od maja 1946 do kwietnia 1947 roku był słuchaczem Wyższego Akademickiego Kursu przy Wyższej Akademii Wojskowej im. Woroszyłowa. Po jego ukończeniu został dowódcą wojsk pancernych i zmechanizowanych Południowej Grupy Wojsk w Rumunii, funkcję tę pełnił do lutego 1948 roku.  Następnie został dowódcą 8 Armii Zmechanizowanej wchodzącej w skład Przykarpackiego Okręgu Wojskowego, pełniąc ją do września 1950 roku.
Potem był w okresie od września 1950 do kwietnia 1951 roku w dyspozycji Ministra Obrony ZSRR, następnie został zastępcą szefa Głównego Zarządu Wojsk Samochodowych Ministerstwa Obrony ZSRR. Funkcję tę pełni do śmierci.
Pochowany został na cmentarzu Nowodziewiczym w Moskwie.

## Awanse
- generał  major (3.05.1942)[1]
- generał porucznik (18.01.1943)[2]

## Odznaczenia
- Medal „Złota Gwiazda” Bohatera Związku Radzieckiego (17 października 1943)[3]
- Order Lenina (dwukrotnie – 17.10.1943, 21.02.1945)
- Order Czerwonego Sztandaru (czterokrotnie – 9.08.41[4], 25.08.1943[5], 3.11.1944, 20.06.1949)
- Order Kutuzowa I st. (29.05.1945)[6]
- Order Suworowa II st. (6.04.1945)
- Order Czerwonej Gwiazdy (10.11.1942)
- Medal „Za obronę Moskwy”
- Medal „Za zwycięstwo nad Niemcami w Wielkiej Wojnie Ojczyźnianej 1941–1945”
- Medal jubileuszowy „XX lat Robotniczo-Chłopskiej Armii Czerwonej”
- Krzyż św. Jerzego 3 st.
- Krzyż św. Jerzego 4 st.